# بگونیای پرگل
بگونیای پرگل(نام علمی: Begonia semperflorens) نام یک گونه از سرده بگونیا است. گیاهی است با برگ‌های نسبتاً گوشتی و شفاف با گل‌های فراوان قرمز تا سفید که بصورت رایج در اغلب خانه‌های شمال ایران در گلدان‌ها نگهداری می‌شود.